# Khalaj-e Kord
Khalaj-e Kord (persiska: خلج کرد) är en ort i Iran.   Den ligger i provinsen Västazarbaijan, i den nordvästra delen av landet, 700 km nordväst om huvudstaden Teheran. Khalaj-e Kord ligger 952 meter över havet och antalet invånare är 691.
Terrängen runt Khalaj-e Kord är kuperad åt nordväst, men åt sydost är den platt.Runt Khalaj-e Kord är det ganska glesbefolkat, med 39 invånare per kvadratkilometer. Närmaste större samhälle är Showţ, 6,8 km sydost om Khalaj-e Kord. Trakten runt Khalaj-e Kord består i huvudsak av gräsmarker.